# Csörgő Szilárd
Csörgő Szilárd (1946. szeptember 22. –) labdarúgó, csatár.

## Pályafutása
1968 és 1971 között a Dunaújvárosi Kohász labdarúgója volt. Az élvonalban 1968. március 3-án mutatkozott be és 92 mérkőzésen szerepelt.